# Хейджи, Майкл Уильям
Майк Уильям Хейджи (англ. Michael William Hagee ) (род. 1 декабря 1944) — американский генерал, 33-й комендант корпуса морской пехоты США (2003—2006). Сменил на этом посту генерала Джеймса Л. Джонса 13 января 2006. За два месяца до окончания четырёхлетнего срока пребывания в этой должности он передал пост генералу Джеймсу Т. Конвею 13 ноября 2006. До этого он уже успел провести церемонию ухода в отставку и 1 января 2007 покинул ряды корпуса морской пехоты.
Родился в 1944 в г. Хамптон, штат Виргиния. В 1968 с отличием окончил военно-морскую академию со степенью бакалавра наук в области инженерного дела. Он учился в одном классе с Оливером Нортом, Чарльзом Болденом, Джимом Уэббом и Майклом Малленом. Также окончил последипломную школу флота со степенью магистра наук в области электротехники и военно-морской колледж со степенью магистра искусств в области национальной безопасности и стратегических исследований. Также окончил командно-штабной колледж и военно-морской колледж. В 2004 году был удостоен награды заслуженного передового лидера военно-морского колледжа (Naval War College Distinguished Graduate Leadership Award).
Его отец Роберт Л. Хейджи служил пилотом флота во второй мировой войне, летом 2009 в его честь была установлена плита в государственном историческом памятнике адмирала Нимица, ныне известного как национальный музей войны на Тихом океане (бывший музей Нимица) в г. Фредриксберг, штат Техас. Он женат на Силки, дочери бригадного генерала германских ВВС Вернера Бое (Werner Boie), у супругов двое детей.

## Послужной список
| Командир взвода роты A, 1-го батальона 9-го полка морской пехоты                                                  | 1970      |
| Командир рот A и H&S, 1-го батальона 1-го полка морской пехоты                                                    | 1970—1971 |
| Офицер по связи и электронике, эскадрилья воздушного контроля морской пехоты № 1                                  | 1971      |
| Помощник директора школы связи корпуса морской пехоты                                                             | 1972—1974 |
| Командир роты охраны Waikele-West Loch                                                                            | 1974—1976 |
| Командир роты охраны Перл-Харбора                                                                                 | 1976—1977 |
| Офицер по подготовке, 3-я дивизия морской пехоты                                                                  | 1977—1978 |
| Инструктор по электротехнике, Военно-морская академия США                                                         | 1978—1981 |
| Старший офицер отдела планирования, штаб корпуса морской пехоты                                                   | 1982—1986 |
| Помощник начальника штаба, G-1, 2-я дивизия морской пехоты                                                        | 1987—1988 |
| Исполнительный офицер, 8-й полк морской пехоты                                                                    | 1988      |
| Командир 1-го батальона 8-го полка морской пехоты                                                                 | 1988—1990 |
| Начальник отдела гуманитарных и социальных наук/Представитель корпуса морской пехоты, Военно-морская академия США | 1990—1992 |
| Командир 1-го экспедиционного отряда морской пехоты                                                               | 1992—1993 |
| Офицер связи при специальном посланнике США в Сомали                                                              | 1992—1993 |
| Помощник-референт помощника коменданта корпуса морской пехоты                                                     | 1993—1994 |
| Начальник воспитательного отдела, Военно-морская академия США                                                     | 1994—1995 |
| Старший военный помощник при заместителе министра обороны                                                         | 1995—1996 |
| Помощник-референт при Director of Central Intelligence                                                            | 1995—1996 |
| Заместитель директора по оперативным и штабным вопросам, Европейское командование вооружённых сил США             | 1996—1998 |
| Командующий 1-й дивизии морской пехоты                                                                            | 1998—1999 |
| Директор по стратегическим планам и политике Тихоокеанского командования США                                      | 1999—2000 |
| Командующий 1-м экспедиционным корпусом морской пехоты                                                            | 2000—2002 |
| Комендант корпуса морской пехоты                                                                                  | 2003—2006 |

## Награды
| Бронзовый пучок дубовых листьев · Бронзовый пучок дубовых листьев |                                                                                      | Золотая звезда повторного награждения · Золотая звезда повторного награждения |                                                         |
|                                                                   | Золотая звезда повторного награждения                                                | Золотая звезда повторного награждения                                         |                                                         |
| Бронзовый пучок дубовых листьев · Бронзовый пучок дубовых листьев | Бронзовая звезда за службу                                                           |                                                                               | Бронзовая звезда за службу · Бронзовая звезда за службу |
|                                                                   | Бронзовая звезда за службу · Бронзовая звезда за службу · Бронзовая звезда за службу | Бронзовая звезда за службу                                                    |                                                         |
|                                                                   | Бронзовая звезда за службу · Бронзовая звезда за службу                              | Бронзовая звезда за службу                                                    |                                                         |
|                                                                   |                                                                                      |                                                                               |                                                         |
|                                                                   |                                                                                      |                                                                               |                                                         |

| 1-й ряд                                                  | Медаль министерства обороны «За выдающуюся службу» с двумя дубовыми листьями | Медаль «За отличную службу»                                            | Орден «Легион почёта» с двумя звёздами повторного награждения                       | Бронзовая звезда с кластером «V».                                             |
| 2-й ряд                                                  | Медаль «За похвальную службу»                                                | Медаль «За похвальную службу» со звездой повторного награждения        | Медаль достижения флота и корпуса морской пехоты со звездой повторного награждения. | Боевая ленточка                                                               |
| 3-й ряд                                                  | Единая награда воинской части с двумя дубовыми листьями                      | Похвальная благодарность армейской воинской части со служебной звездой | National Intelligence Distinguished Service Medal                                   | Медаль за службу национальной обороне с двумя звёздами повторного награждения |
| 4-й ряд                                                  | Медаль экспедиционных вооружённых сил                                        | Медаль «За службу во Вьетнаме» с тремя звёздами повторного награждения | Медаль за службу в Юго-Западной Азии со звездой повторного награждения              | Медаль «За участие в глобальной войне с терроризмом»                          |
| 5-й ряд                                                  | Медаль «За гуманитарную помощь»                                              | Sea Service Deployment Ribbon с двумя звёздами повторного награждения  | Navy and Marine Corps Overseas Service Ribbon with one service star                 | Орден Почётного легиона (Франция), командор                                   |
| 6-й ряд                                                  | Крест за храбрость с пальмовым листом — (Южный Вьетнам)                      | Медаль «За гражданские действия»                                       | Медаль вьетнамской кампании                                                         | Медаль Освобождения (Кувейт)                                                  |
| Office of the Joint Chiefs of Staff Identification Badge |                                                                              |                                                                        |                                                                                     |                                                                               |